# Giro dell'Appennino 2009
Il Giro dell'Appennino 2009, settantesima edizione della corsa e valida come evento del circuito UCI Europe Tour 2009 categoria 1.1, fu disputata il 24 giugno 2009, per un percorso totale di 192,5 km. Fu vinta dall'italiano Vincenzo Nibali, al traguardo con il tempo di 4h48'33" alla media di 40,028 km/h.
Partenza con 134 ciclisti, dei quali 50 portarono a termine il percorso.

## Ordine d'arrivo (Top 10)
| Pos. | Corridore            | Squadra       | Tempo    |
| ---- | -------------------- | ------------- | -------- |
| 1    | Vincenzo Nibali      | Liquigas      | 4h48'33" |
| 2    | Leonardo Bertagnolli | Diquigiovanni | a 47"    |
| 3    | Marco Marzano        | Lampre-N.G.C. | s.t.     |
| 4    | Pasquale Muto        | Miche         | s.t.     |
| 5    | Massimo Giunti       | Miche         | s.t.     |
| 6    | Eros Capecchi        | Fuji-Servetto | s.t.     |
| 7    | Giampaolo Caruso     | Cer. Flaminia | s.t.     |
| 8    | Filippo Savini       | CSF Group     | s.t.     |
| 9    | Domenico Pozzovivo   | CSF Group     | s.t.     |
| 10   | Alessandro Proni     | ISD-Neri      | a 1'01"  |